# 염중모
염중모(廉仲模, 1862년 10월 6일 ~ 1935년 1월 11일)는 대한제국 시기에는 일진회 회원을, 일제강점기에는 조선총독부 중추원 참의를 지냈다.

## 생애
《매천야록》에 따르면 염중모는 본래 정승 벼슬을 지낸 정범조의 하인이었는데, 1894년 갑오경장 이후 관직에 나아간 것으로 되어 있다.
개화파에 가담하여 1896년 결성된 독립협회에 참여했고, 1898년 대한제국 고종이 독립협회와 만민공동회에 참가한 사람들을 체포하고 해산령을 내렸을 때 체포되었다.
이때 함께 투옥된 인물들 중 윤시병, 유학주와 함께 자주 모여 시국을 논하다가, 송병준의 사주에 따라 1904년 8월 18일 유신회를 조직했다. 유신회는 이틀 후인 8월 20일 일진회로 이름을 바꾸었고, 독립협회 출신인 윤시병이 회장, 유학주가 부회장을 맡아 발족했다. 이후 이용구가 이끄는 천도교 내의 진보회 계열을 흡수하면서 이용구를 전면에 내세우게 되었다. 일진회는 꾸준히 한일 병합 조약 체결을 위한 활동을 벌였고, 1910년 목적을 달성한 후 해체되었다.
염중모는 일진회 출신 가운데서도 조선귀족 작위를 받은 송병준에 이어 가장 두드러지는 보상을 받았다. 1910년 한일 병합 직후 조직된 조선총독부 중추원에서 찬의직을 맡았고, 이후 1921년, 1926년, 1931년 세 차례 칙임참의직에 연임되었다. 당시 중추원 참의는 한국인이 올라갈 수 있는 가장 영광스러운 자리로 인식될 때였다.

## 사후
- 2002년 발표된 친일파 708인 명단과 2008년 발표된 민족문제연구소의 친일인명사전 수록예정자 명단에 모두 선정되었으며 2009년 친일반민족행위진상규명위원회가 발표한 친일반민족행위 705인 명단에도 포함되었다.

## 같이 보기
- 일진회
- 조선총독부 중추원

## 참고자료
- 반민족문제연구소 (1993년 2월 1일). 〈이용구 : 친일 망동조직 일진회의 선봉장 (조항래)〉. 《친일파 99인 1》. 서울: 돌베개. ISBN 9788971990117.
- 반민족문제연구소 (1993년 2월 1일). 〈윤시병 : 만민공동 회장에서 일진회의 회장으로 변신 (김경택)〉. 《친일파 99인 1》. 서울: 돌베개. ISBN 9788971990117.